# Tricyphona truncata
Tricyphona (Pentacyphona) truncata là một loài ruồi trong họ Pediciidae. Chúng phân bố ở vùng sinh thái Nearctic.